# حملة حلب الصيفية 2016
بدأت حملة حلب الصيفية 2016 بعملية عسكرية شنها جيش النظام السوري المجرم على الضواحي الشمالية لمدينة حلب في أواخر يونيو 2016. وكان الهدف من الهجوم هو قطع آخر خط إمداد للثوار إلى مدينة حلب.
وبحلول أواخر شهر يوليو، كان الجيش قد نجح في قطع آخر خط إمداد للثوار القادمين من الشمال وإحاطة حلب بالكامل. ولكن في غضون أيام، شن الثوار هجوما مضادا واسع النطاق جنوب حلب في محاولة لفتح خط إمداد جديد إلى الأجزاء التي يسيطر عليها الثوار في المدينة وقطع الجانب الذي تسيطر عليه الحكومة. ورأى الجانبان أن الحملة برمتها، بما في ذلك الهجوم الذي شنه الجيش وما تلاه من هجوم مضاد للثوارر، ربما تقرر مصير الحرب برمتها.
وكانت المعركة ملحوظة أيضا للخسارة الكبيرة لكبار القادة الميدانيين للثوار، حيث قتل حوالي ست وثلاثين منهم.
بحلول أوائل سبتمبر، كانت قوات النظام السوري قد عززت حصارها للجزء الثا من المدينة.

## الحملة

### تقدم الجيش، محاصرة المتمردين في حلب
بدأ الهجوم في 25 يونيو، بغارات جوية روسية عنيفة وقصف بري. وفي 26 يونيو، حقق الجيش تقدما في مزارع الملاح، وبحلول 28 يونيو، استولى على نصف الأراضي الزراعية، بما فيها منطقتي الأسامات وعرب سلوم. وقد أدى التقدم إلى جعل طريق كاستيلو ضمن نطاق إطلاق النار من المدفعية العسكرية.
وبعد منتصف الليل في 7 يوليو، ووسط غارات جوية مكثفة، استولت القوات الموالية للحكومة على الجزء الجنوبي من الملاح وجاءت على مسافة كيلومتر واحد من طريق كاستيلو. واستولوا على مجمع مسجد وتلة تطل على طريق كاستيلو، مما مكنهم من وضع الطريق تحت سيطرة نيران المدفعية. وقد أدى ذلك إلى قطع طريق الإمداد الوحيد إلى الجزء الذي يسيطر عليه المتمردون من حلب.
وبعد عدة أيام تقدم الجيش في أحياء الليرمون والخالدية وبني زيد. خلال هذا الوقت، استولت القوات الحكومية على مصنع سادكوب للغاز.
وفي مساء يوم 13 يوليو، قام الجيش بتأمين منطقة الخالدية بأكملها ومعظم منطقة الليرمون الصناعية، بعد استيلاء على آخر عدد من المباني التي يسيطر عليها المتمردون في الخالدية، وكذلك مصنع الغاز والسوق ومصنع الزجاج في الليرمون.
وفي 17 يوليو، وصل الجيش وحزب الله إلى طريق كاستيلو، واستولى على أجزاء منه وقطعه تماما بعد سيطرته على تل كاستيلو. ومع هذا التقدم، تم محاصرة الجزء الذي يسيطر عليه المتمردون من مدينة حلب بالكامل، وخضع دوار الليرمون لسيطرة نيران المدفعية. وفي الوقت نفسه، حقق الجيش مزيدا من التقدم في منطقتي بني زيد واليرمون، واستولى على معظم المصانع.
وفي الفترة من 23 إلى 25 يوليو، وسع الجيش نطاق سيطرته في منطقة الليرمون الصناعية بالاستيلاء على مصنع النسيج وعشرات المباني الصناعية ومركزين تجاريين. وفي أواخر 25 يوليو، استولت قوات النمر على موقعين في مجمع كاستيو وبالقرب منه، وهددت بقطع حركة المتمردين المتبقين في بني زيد والليرمون.
وفي 26 يوليو، استولت القوات الحكومية على كامل منطقة الليرمون بعد قتال عنيف من أجل آخر معقل للمتمردين هناك، وهو محطة الحافلات. وبعد الاستيلاء أيضا على مدينة ملاهي الكاستيلو وفرض السيطرة النارية على بني زيد، تركت قوات المتمردين المتبقية في مدينة حلب محاصرة تماما تقريبا.
وفي 27 يوليو، هاجمت قوات المتمردين المناطق التي يسيطر عليها الأكراد في حلب، على الرغم من صد هجومهم. ثم شرع الأكراد في التقدم إلى حي بني زيد للإسكان الشبابي المجاور الذي يسيطر عليه المتمردون واستولوا على المجمع بأكمله. وفي وقت لاحق من ذلك اليوم، أعلن الجيش رسميا أنه قطع جميع طرق إمداد المتمردين إلى حلب. وفي 28 يوليو، استولى الجيش على منطقة بني زيد، فضلا عن الأجزاء التي يسيطر عليها المتمردون من منطقة الأشرفية. وانسحب المتمردون من بني زيد قبل الهجوم الرئيسي للجيش لتجنب خسائر فادحة. ثم واصل الجيش دفع هجومه باتجاه منطقة ضهرة عبد ربه.
في 30 يوليو، استولت وحدات حماية الشعب الكردية على منطقة إسكان الشباب في شقيف، بجوار طريق كاستيلو.

### هجوم مضاد للمتمردين، محاصر كلا الجانبين
في 31 يوليو، شن جيش الفتح هجوماً مضاداً إلى الجنوب والشمال من حلب في محاولة لرفع الحصار عن المناطق التي يسيطر عليها المتمردون في المدينة. تم الإبلاغ عن قتال عنيف على طريق الكاستيلو السريع، في حين تمكن المتمردون من السيطرة على مدرسة الحكمة وتلتين في الضواحي الجنوبية لمدينة حلب، والتي تشكل خط دفاع متقدم للجيش. وأفادت التقارير أن الهجوم المضاد الواسع النطاق للمتمردين شمل ما بين 8 آلاف و10 آلاف مقاتل و95 دبابة ومئات قاذفات الصواريخ وعدد كبير من الانتحاريين. وبحلول المساء، سيطر المتمردون أيضا على قرية العامرية ووصلوا إلى مشروع إسكان الحمدانية 1070 المجاور حيث استمر القتال. وخلال الليل، استولى المتمردون أيضا على مشروع إسكان الحمدانية 1070.
وفي اليوم التالي، تقدم المتمردون مرة أخرى وسيطروا على قرية المشيرفة (المعروفة أيضا باسم شرفة) الواقعة على تلة تطل على أكاديمية الأسد العسكرية.
وخلال الأيام القليلة التالية، اندلع قتال ذهابا وإيابا من أجل السيطرة على حي مشروع الإسكان 1070 وقرية الحويز والعمارية وعدة تلال.
وفي 5 أغسطس، بدأ هجوم للمتمردين على الأكاديمية العسكرية، وفي اليوم التالي سيطر المتمردون على أكثر من نصف الأكاديمية العسكرية. بعد فترة وجيزة من تقدمهم في الأكاديمية العسكرية، تقدم المتمردون داخل حلب وخارجها إلى حي الراموسة، واجتمعوا واستولوا عليه. مع هذا التقدم، تمكن المتمردون من قطع خط إمدادات الحكومة إلى الجزء الذي تسيطر عليه الحكومة من غرب حلب وأعلنوا كسر الحصار الذي يفرضه الجيش على شرق حلب الذي يسيطر عليه المتمردون. بيد أن خط الإمداد الجديد للمتمردين ما زال تحت نيران مدفعية الجيش ويتعرض للقصف الجوي، مما جعل كلا الجانبين تحت الحصار أساسا. ومنذ بدء هجوم المتمردين لقى ما لا يقل عن 130 مدنيا مصرعهم معظمهم من جراء قصف المتمردين للمناطق الخاضعة لسيطرة الحكومة. كما لقى 500 مقاتل من الجانبين مصرعهم معظمهم من المتمردين. في نهاية اليوم كان المتمردون يسيطرون على كامل قاعدة الأكاديمية العسكرية وعلى منطقة الراموسة.

### القتال مستمر، الجيش يستعيد الأراضي
في 7 أغسطس، كان القتال لا يزال مستمرا في منطقة الراموسة، حيث تأكد أن الجيش لا يزال يسيطر على أجزاء من المنطقة. وشنت الحكومة، بدعم من روسيا، حملة قصف جوي مكثفة، حيث أفادت التقارير أن إحدى المدارس العسكرية التي استولى عليها المتمردون قد تم تسويتها. وفي الوقت نفسه، كان المتمردون يضعون دفاعا “ضخما” لحماية الممر الجديد. وفي اليوم التالي، تأكد أن منطقة الراموسة تخضع بالكامل لسيطرة المتمردين، في حين استعاد الجيش السيطرة على تلة الصنوبرات.
وفي 11 أغسطس، هاجم المتمردون طريق الإمداد الحكومي المؤدي إلى حلب بين خناصر وإثريا، واستولوا على محمية الغزال. بيد أن الجيش استعاد القرية في اليوم التالي.
وفي الفترة ما بين 11 و17 أغسطس، شن الجيش عدة هجمات مضادة، وأساسا ضد مشروع الإسكان 1070. وخلال القتال الذي اندلع في 11 أغسطس، قُتل 29 مقاتلا حكوميا وما يصل إلى 20 مقاتلا متمردا. وبحلول 17 أغسطس، استعادت القوات الحكومية نحو 70 في المائة من المنطقة.
وفي 17 أغسطس، وبعد الاستيلاء على معظم مشروع الحمدانية السكني 1070، اقتحمت القوات الحكومية أيضا القاعدة التقنية للقوات الجوية. قتل قائد الحكومة السابق للقاعدة العميد ديب بازي أثناء قيادته للهجوم. استمر القتال ذهابا وإيابا في الأكاديمية في أوائل سبتمبر، عندما طغت القوات الموالية للحكومة أخيرا، في 4 سبتمبر، على المدافعين المتمردين واستولت على المجمع بأكمله. وهكذا، أعادت القوات الحكومية فرض الحصار على المناطق التي يسيطر عليها المتمردون في حلب.
وخلال هذه الفترة أيضا، في 21 أغسطس، استولت القوات الحكومية على تلة أم القرع التي تطل على طريق خان طومان-الراموسة بالقرب من القراصي، وكذلك على تلة سيريتل القريبة. تم صد العديد من الهجمات المضادة للمتمردين في محاولة لاستعادة تلة أم القرع في نهاية المطاف.
وفي 5 سبتمبر، انهارت الخطوط الأمامية للمتمردين في جنوب حلب، حيث اجتاحت القوات الموالية للحكومة ثلاث قرى، وثلاث تلال، ومصنعين، ومنشأتين للتخزين، وقاعدة للدفاع الجوي، ومحجر.
وفي الفترة ما بين 6 و8 سبتمبر، استولى الجيش السوري على منطقة الراموسة بأكملها، وأعاد فتح طريق الراموسة لتزويد غرب حلب الذي تسيطر عليه الحكومة بحلول 9 سبتمبر.
وفي الفترة من 10 إلى 11 سبتمبر، واصل الجيش السوري وحلفاؤه التقدم في مشروع إسكان الحمدانية 1070 ومنطقة العامرية. واستمروا أيضا في استهداف مدرسة الحكمة.
وفي 11 سبتمبر، أوقفت الغارات الجوية احتفالات عيد الأضحى في المناطق التي يسيطر عليها المتمردون في حلب وإدلب. تفاوض المسؤولون الأمريكيون والروس على وقف إطلاق النار قبل ساعات، والذي كان من شأنه أن يدخل حيز التنفيذ في وقت لاحق من اليوم التالي عند غروب الشمس.

## بعد ذلك — وقف إطلاق النار والهجوم الحكومي على شرق حلب
بعد تنفيذ وقف إطلاق النار في منتصف سبتمبر، سحب الجيش السوري قواته من طريق كاستيلو للسماح للمساعدات الإنسانية التي تقدمها الأمم المتحدة بالدخول إلى الأجزاء الشرقية من المدينة. غير أن جماعات المتمردين خارج المدينة لم تسمح لقوافل المساعدات الإنسانية بدخول حلب. في وقت لاحق، عندما تعرض أفراد مشاة البحرية الروسية والهلال الأحمر السوري الذين يسيطرون على طريق كاستيلو لإطلاق النار من قبل الجماعات المتمردة، أعاد الجيش العربي السوري نشر جنوده مرة أخرى.
وفي 16 سبتمبر، شنت القوات الجوية الروسية العديد من الغارات الجوية حول حلب للمرة الأولى منذ التوصل إلى وقف إطلاق النار قبل أربعة أيام. وفي 19 سبتمبر، أفادت التقارير بأن قافلة مساعدات من الأمم المتحدة والهلال الأحمر العربي السوري تتألف من أكثر من 18 شاحنة قد أصيبت بصواريخ جو-أرض أثناء توجههم إلى شرق حلب قادمة من بلدة أورم الكبرى، مما أسفر عن مقتل 12 شخصا وإصابة عدة آخرين بجروح خطيرة. في الوقت نفسه، استأنفت روسيا وسوريا غارات القصف العنيف على المتمردين في المدينة.
وفي وقت مبكر من يوم 21 سبتمبر، استولى الجيش السوري على معظم تلة الحكمة، وبذلك كان على وشك استعادة مدرسة الحكمة ومشروع الإسكان 1070. غير أنه في وقت لاحق من اليوم استعاد المتمردون المواقع التي فقدوها على التل. ومع ذلك، تمكن الجيش من الاستيلاء على مناطق منطقة الراموسة التي كانت خاضعة لسيطرة المتمردين منذ أواخر عام 2012. وفي الوقت نفسه، ادعى المرصد أن 3 آلاف جندي روسي وصلوا إلى حلب لدعم هجمات الحكومة الجديدة في المنطقة.
وفي 22 سبتمبر، شن الجيش السوري هجوما جديدا على الأحياء الشرقية التي يسيطر عليها المتمردون. كما أحرزت القوات الحكومية المزيد من التقدم في جنوب حلب، واستولت على بضعة مواقع.
محاولة جديدة للمتمردين لكسر الحصار بدأت في أواخر أكتوبر 2016، وفشلت بعد أسبوعين من القتال، وبالتالي تم اجتياح جميع مواقع المتمردين الرئيسية في شرق حلب من قبل القوات الموالية للحكومة والقوات الكردية بحلول 13 ديسمبر 2016.